# Міа Вагнер
Міа Тереза Вагнер (дан. Mia Therese Wagner; нар. 25 грудня 1977) — данська підприємиця, інвесторка, юристка і політична діячка. Представляючи партію «Венстре», була міністеркою цифровізації та рівності в другому кабінеті Метте Фредеріксен з листопада по грудень 2023. З 2017 по 2020 — очільниця Freeway Group. Співзасновниця інвестиційної платформи для жінок Nordic Female Founders. Стала всенародно відомою, з'явившись як інвесторка у телесеріалі «Лігво дракона» (2019). У 2023 також була співведучою драматичного документального фільму DR1 Matadorerne. У 2021 отримала нагороду «Інвесторка року» від Nordic Women in Tech Awards.

## Життєпис
Міа Тереза Вагнер народилася у Віборзі в родині Мортена Л. Вагнера та Шарлотти Ваґнер. Її батько, колишній відомий адвокат, мав низку відомих справ, включаючи вбивство Карла Скомаґера, Ларса Анборг-Нільсена та Педал-Ове. У неї є троє братів і сестер, включаючи підприємця Мортена О. Вагнера, що був кандидатом у парламент від консерваторів у 2001 році.
Мія Вагнер навчалася в Оверлундській школі в східному Віборзі. Потім пройшла 2-річний курс HF у середній школі округу Віборг. У дитинстві та в підлітковому віці мріяла стати судово-медичною експерткою і почала вивчати медицину в Університеті Оденсе у 18 років, але змінила свій шлях і здобула юридичку освіту в Копенгагенському університеті, який завершила у 2003. Вона також має підготовку з управління конфліктами.
Приватно живе у Ведбеку на північ від Копенгагена та має двох доньок від попереднього шлюбу.

## Юридична та підприємницька кар'єра
Вагнер починала як помічниця юриста в юридичній фірмі свого батька Wagner Advokater у 2003 році, а в 2008 році вона стала партнеркою і директором компанії.
У 2017 році юридична фірма закрилася, а Міа Вагнер стала директором Freeway Group, якою сім'я Вагнерів одночасно стала повно володіти. Вона також обіймає ряд посад у раді.
У 2020 році Міа Вагнер у співпраці з Енн Стампе Олесен заснувала компанію Nordic Female Founders, яка працює над створенням кращих можливостей для жінок-підприємиць та інвесторок. Однак з тих пір вона розпорядилася всім правом власності і припинила співпрацю зі Стампе.

## Лігво дракона
З 2018 по 2022 рік Вагнер була інвесторкою телепрограми Лігво дракона, яка транслюється на DR1. У своєму першому сезоні, який вийшов в ефір взимку та навесні 2019, вона була єдиною жінкою-інвесторкою. Іншими «левами» стали Крістіан Стаділ, Єспер Бух, Петер Варне та Ян Даль Лерманн, з яких двоє останніх були дебютантами.

## Політична кар'єра
Міа Вагнер була призначена міністеркою цифровізації та рівності 23 листопада 2023 року, замінивши Марі Б'єрре. Однак 7 грудня 2023 року вона була змушена піти у відставку лише через 2 тижні через стан здоров'я, і Б'єрре була знову призначена міністеркою. Вагнер була другою учасницею телепрограми Лігво дракона, яка стала міністром, після Томмі Алерса, який був призначений міністром вищої освіти та науки у 2018—2019 роках.